# Ferdinand Stebner
Ferdinand Stebner (* 8. Oktober 1982 in Herten) ist ein ehemaliger deutscher Volleyballspieler; zuletzt Bundesligaspieler der RWE Volleys Bottrop.

## Leben
Stebner besuchte die Comeniusgrundschule Herten und das Freiherr-vom-Stein-Gymnasium Recklinghausen. Nach dem Abitur studierte er von 2004 bis 2008 an der Universität Duisburg-Essen die Fächer Sport und Geographie für das Lehramt an Gymnasien und Gesamtschulen. Im Anschluss begann er seine wissenschaftliche Tätigkeit an der Ruhr-Universität Bochum am Lehrstuhl für Lehr-Lernforschung, wo er in den Themenbereichen Diagnostik, Statistik und Lernen unterrichtete und Forschung zu den Themen Selbstreguliertes Lernen, Multimediales Lernen und Cognitive Load Theory betrieb. Im Jahr 2012 verteidigte er seine Doktorarbeit zum Thema „Kompensierende Effekte beim multimedialen Lernen“. Bis 2021 war er Akademischer Rat am Lehrstuhl für Lehr-Lernforschung der Ruhr-Universität Bochum. Seit dem 1. März 2021 ist er Professor für Erziehungswissenschaft mit dem Schwerpunkt Pädagogische Diagnostik und Beratung an der Universität Osnabrück.

## Sportliche Laufbahn
Ferdinand Stebner lernte das Volleyballspielen in seiner Heimatstadt beim TuS Herten Volleyball e. V. Dort wurde er in der Jugend u. a. Westdeutscher Beachvolleyballmeister in der A-Jugend. Nach zwei Jahren in der Bezirksliga (1999, 2000) wechselte er mit einer Zwischenstation beim VC Marl (Regionalliga) zum Moerser SC und unterschrieb dort seinen ersten Vertrag als Bundesligaspieler. Er spielte dort drei Jahre lang in der zweiten und ersten Volleyballbundesliga (2001–2004). Er gehörte dort dem Team an, in dem der damals 17-jährige Georg Grozer junior erstmals in Deutschland Volleyball spielte. Mit dem Start des Studiums wechselte Stebner zum VC Bottrop und spielte dort sechs Spielzeiten (2004–2010). Nach fünf Jahren in der zweiten Bundesliga schaffte Stebner mit seinem Team den Aufstieg in die erste Bundesliga. Dabei übernahm er nach wenigen Spielen als Spielertrainer die Trainingssteuerung und beendete die Saison mit siebzehn Siegen in Folge. Er beendete seine aktive Karriere nach dem Viertelfinal-Play-off-Spiel gegen den VfB Friedrichshafen im Jahr 2010.
Von 2014 bis 2017 leitete Stebner ein Volleyballprojekt beim TuS Herten Volleyball, bei dem ein Fokus auf der Vermarktung der Sportart im Breitensportbereich lag. Ferdinand Stebner erhielt für sein ehrenamtliches Engagement in diesem Projekt den Bürgerpreis 2017 der Stadt Herten.